# Oxymacaria glareosa
Oxymacaria glareosa là một loài bướm đêm trong họ Geometridae.